# Ruinaulta
Ruinaulta o Rheinschlucht ("gorja del Rin" en alemany) és una gorja de fins a 400 metres de profunditat i 13 quilòmetres de llargada que es troba entre Ilanz i la desembocadura del Hinterrhein (Rin posterior) prop de Reichenau al cantó de Grisons a Suïssa. El nom en romanx és “Ruinaulta” i està format per “ruina” (pedrera) i “aulta” (alta).

## Formació
Ruinaulta es va formar després de l'esllavissada de Flims fa gairebé 10.000 anys. En aquell moment, més de 25.000 milions de tones de roca calcària es van despendre entre les muntynes de Flimserstein i Piz Grisch i van enterrar Vorderrheintal (vall del Rin anterior) entre els actuals pobles de Valendas i Reichenau sota una massa de runes de diversos centenars de metres de gruix. L'esllavissada de Flims ha set l'esllavissada més important que hi ha hagut mai als Alps.
Com que el Vorderrhein (Rin anterior) no podia fluir, es va formar un llac (Ilanzer See) d'aproximadament 29 quilòmetres de longitud. Uns cent anys després, el riu va partir la massa de l'esllavissada i el llac es va poder drenar completament. El resultat que en va quedar va ser Ruinaulta amb els seus escarpats penya-segats de pedra calcària i imponents formacions erosionades.

## Accés
L'única ruta de trànsit ininterrompuda a través de la gorja és la ruta amb tren (Rhätische Bahn). Hi ha camins per a senderistes de Reichenau a l'estació de Trin i de l'estació de Versam a Ilanz.
El "Rheinschlucht-Bus" funciona de juny a octubre i fa la ruta de Laax a Sagogn, Valendas, Brün i Imschlacht.
S'ofereixen viatges de ràfting a través del Ruinaulta.

## Punts d'observació
Hi ha set plataformes que ofereixen vistes panoràmiques a la gorja.
- Il spir prop de Flims-Conn, creat el 2006 per Corinna Menn
- Alix a Valendas
- Islabord a la carretera de Versam a l'estació RhB Versam-Safien
- Spitg a l'oest de Versamertobel
- Wackenau al cim del turó del castell de Wackenau
- Zault al camí cap a Bonaduz, creat el 2010 per Walter Bieler
- Crap Signina sobre Sagogn, construït el 2015.